# Brighton Munthali
Brighton Munthali, né le 11 décembre 1997 à Mzuzu, est un footballeur international malawite. Il joue au poste de gardien de but à Silver Strikers.

## Carrière

### En club
Il signe en 2016 avec le Silver Strikers après la relégation de son club le FISD Wizards.

### En sélection
Il fait ses débuts en sélection le 7 octobre 2015 contre la Tanzanie lors d'un match comptant dans les éliminatoires de la coupe du monde 2018. Le Malawi s'incline 2-1. Il fait partie de l'effectif du Malawi qui a participé à la CAN 2021.  